# 二木一一
二木 一一（ふたぎ かずいち、1909年9月20日 - 1980年8月20日）は、日本の昭和時代戦後に活動した実業家。兵庫県姫路市出身。
姫路市で現在のイオングループの源流となった企業の1社であるスーパーマーケットのフタギを創業し、岡田屋他との合併によって設立されたジャスコで初代会長、相談役を務めた。

## 来歴
1909年（明治42年）9月20日、兵庫県揖保郡伊勢村（現在の姫路市林田町）大堤で農家を営む二木捨松の末子として生まれた。「一一」という名前は「出来るだけ書きやすい名前」と言う配慮から父が命名したが、一一が生まれてからちょうど200日目に亡くなったため、母親が6人の子供を育てることになった。一一が10歳の時に困窮のため母が実家を離れて姫路で働くことになり兄たちは丁稚奉公、2人の姉は紡績工場へ勤務したが、末子の一一はまだ幼かったため叔母の家に預けられた。
一一が13歳の頃、夕刊配達やマッチ張り、袋張り、コークス拾いなどに従事して行く内に「遊ぶことはつまらん。仕事をすることが好きだ」と感じるようになる。高等小学校を卒業後、大阪毎日新聞の販売店に住み込みで勤務し月収100円の「駅長さんか校長さん」に匹敵する高収入を得るまでになった。
1933年（昭和8年）、後にフタギの副社長となるかつみ夫人と結婚。1937年（昭和12年）11月3日に姫路市で「フタギ洋品店」を創業するが、1943年（昭和18年）に広畑の製鉄所で勤労動員を命じられる。1944年（昭和19年）4月に応召、奉天に配属されたが所属部隊の小隊長が赤痢を発症し、欠員が出たため分隊長であった一一が二等兵の身で小隊長へ抜擢され、120人の部隊を統率することになった。南京で終戦の報を聞かされ半年後に上海から船で博多港へ帰還、復員する。この間、フタギ洋品店は1945年（昭和20年）7月3日の姫路空襲で店舗を焼失していたが、翌年に6坪のバラックで店舗を再建し、営業を再開した。
この当時、戦中からの物資不足で衣料の購入は配給制となっていたが、都市部では多くの小売業者が闇市へ商品を横流しする中でフタギは法令遵守を掲げて配給切符による取引を徹底し、1949年（昭和24年）にフタギ株式会社として法人化を果たした。1950年（昭和25年）に衣料の配給制度が終了した時点では大丸神戸店、神戸そごう（現：神戸阪急）、三越神戸支店に次ぐ県下第4位、姫路市では第1位と小規模店舗としては異例の切符取扱高となった。一一はこの時の経験について「商売繁盛の要素は正しさにあると思う」と振り返っている。
姫路市西紺屋町にフタギの新本店をオープンしたのち、隣接地を買い取って「良品廉価」を掲げる「よしみ市」を開くようになり、このことが衣料だけでなく生鮮食品などに取扱品目を広げるスーパーマーケット路線の発端となった。この時期にアメリカ合衆国へ視察に行き、店舗の前に車がいっぱいの駐車場が広がる光景を見て衝撃を受け「日本でも同じように駐車場なしでは商売が成り立たなくなる」と確信する。
1960年代後半には創業地の姫路から西播磨一円はもとより神戸市や阪神間に店舗網を拡大していたが、同業で三重県を地盤とする岡田屋の岡田卓也と「東レサークル」（東レが小売業支援のために設立していた任意団体）のセミナーで隣席したのを機に意気投合し、親交を持つようになった（その後、1966年に一一が副会長に、岡田が会長にそれぞれ就任した）。岡田が「合併」と書いた紙を一一に手渡したことを発端にフタギと岡田屋の経営統合に向けた協議が始まり、この2社に大阪府のシロが合流して3社の合弁で共同仕入を行う（初代）ジャスコを設立する。1970年（昭和45年）3月20日にフタギは（初代）ジャスコおよび岡田屋傘下のオカダヤチェーン、カワムラと合併し、岡田を初代社長、一一を会長として現在のイオンに繋がる（2代目）ジャスコが発足した。
会長を退いて相談役となった後、1980年（昭和55年）8月20日に死去。享年71（満70歳没）。次男で合併時にフタギの常務だった二木英徳は一一の没後にジャスコ第2代社長となり、名誉相談役に至っている。